# Svalsjön, Värmland
Svalsjön är en sjö i Årjängs kommun i Värmland och ingår i Göta älvs huvudavrinningsområde. Sjön är 6,5 meter djup, har en yta på 0,365 kvadratkilometer och befinner sig 128,2 meter över havet.

## Delavrinningsområde
Svalsjön ingår i det delavrinningsområde (660482-128676) som SMHI kallar för Utloppet av Svalsjön. Medelhöjden är 163 meter över havet och ytan är 7,58 kvadratkilometer. Räknas de 8 avrinningsområdena uppströms in blir den ackumulerade arean 131,84 kvadratkilometer. Fårnåsälven (Kroksälven) som avvattnar avrinningsområdet har biflödesordning 4, vilket innebär att vattnet flödar genom totalt 4 vattendrag innan det når havet efter 268 kilometer. Avrinningsområdet består mestadels av skog (53 procent), öppen mark (14 procent) och jordbruk (26 procent). Avrinningsområdet har 0,36 kvadratkilometer vattenytor vilket ger det en sjöprocent på 4,8 procent.